# Fushin-bugyō
Les fushin-bugyō (普請奉行) sont des fonctionnaires du shogunat Tokugawa au cours de l'époque d'Edo du Japon. Les nominations à ce poste important sont généralement attribuées à des fudai daimyo. La traduction classique interprète ces titres japonais comme « commissaire », « surveillant » ou « gouverneur ».
Ce titre du bakufu désigne un fonctionnaire responsable des travaux publics ou les constructions de génie civil comme les projets de remise en état des terres, d'excavation de fossés et de canaux et de la collecte de pierres et d'érection de murs de château. En raison de l'expérience impliquée dans la construction de châteaux à l'époque Azuchi Momoyama et le début de l'époque d'Edo, la pratique architecturale des Tokugawa, telle que la construction du complexe du mausolée à Nikkō, est considérée comme subordonnée à l'énorme tâche de construction du mur, vue comme une mesure de sécurité essentielle en ces temps troublés. Cette fonction devient permanente en 1652.

## Sakuji-bugyōcréé en 1632
En réponse à l'importance perçue des travaux de construction de murs et de dragage des fossés du fushin-bugyō, la position de sakuji-bugyō est créée en 1632 dans le cadre d'un effort visant à renforcer les contrôles administratifs sur les autres activités de construction dans ce qui était auparavant une armée ad hoc de constructeurs dans un large éventail de métiers.

## Liste defushin-bugyō
- Fukushima Tamemoto[5].